# Seizu
seizu ist ein Hip-Hop-Projekt aus Österreich.

## Allgemeines
Die Gruppe wurde im Jahr 2000 von vier Musikern aus dem elektronischen Musiksektor gegründet, nachdem diese einen Auftrag des Wiener Schauspielhauses angenommen hatten, Stücke aus Kurt Weills Die 7 Todsünden zu remixen. Es folgen einige Auftritte mit verschiedenen Besetzungen. Die Gruppe tritt entweder mit Live Band (mit Gitarre und Bass, sowie Keyboards) oder rein elektronisch auf. Seizu sind immer wieder auf FM4 zu hören und gehören zu den bekanntesten Gruppen aus ihrem Sektor in Österreich.
2000 formierte sich aus einem gemeinsamen Proberaum heraus rund um die Gruppen Seizu (u. a. Fuchs MC, EJ Adem MC aka Adem Delon, Faun, DJ B-Chill, Firefinger), PerVers (Dauawizzy, Boucher, zu Beginn auch DJ Krizzfader und DJ B-Chill), den ehemaligen Illianz-of-Lykx-Rappern A.geh Wirklich? und Funky Cottleti sowie den Rappern Bonz, Gerard, Schoko MC oder dem Produzenten Da Bertl die Rooftop Clique, das bis dahin größte Kollektiv aus Rappern und Musikern und neben der Tonträger Posse aus Linz eine der bekanntesten und erfolgreichsten Hip-Hop Crews aus Österreich.

## Mitglieder
- Fuchs MC (Dominik Fuchs – MC)
- EJ Adem MC (Adem Ejupi – MC)
- Faun (Simon Derganc – MC)
- DJ B Chill (Benjamin Reischer – DJ)
- Beatax (Alexander Enge – Schlagzeug, Keyboard, Beatbox)
- Firefinger (Fritz Strba – E- & Akustik-Gitarre)
- Riff Masta X (Alexander Schmid – Bass)

## Bedeutung
- Im Chinesischen: [sai tsu] – Meister der okkulten Zeremonie
- Im Englischen: Kurzform von seize you
- Im Deutschen: Imperativ, seizu steht für „Selbst-Ernannte Idole der Zukunft“

## Diskografie
- 2005: Lauter[1]